# Monkey Town (Trinidad y Tobago)
Monkey Town es una localidad de Trinidad y Tobago, que forma parte de la región de Penal-Debe.

## Geografía
La localidad abarca parte de la isla Trinidad y limita al norte con Diamond, Picton y Friendship, al sur con Debe, al este con Barrackpore y al oeste con Phillipines y Wellington.

## Demografía
Datos demográficos de la localidad de Monkey Town:
| Gráfica de evolución demográfica de Monkey Town entre 2000 y 2011 |
|                                                                   |